# Hirzel

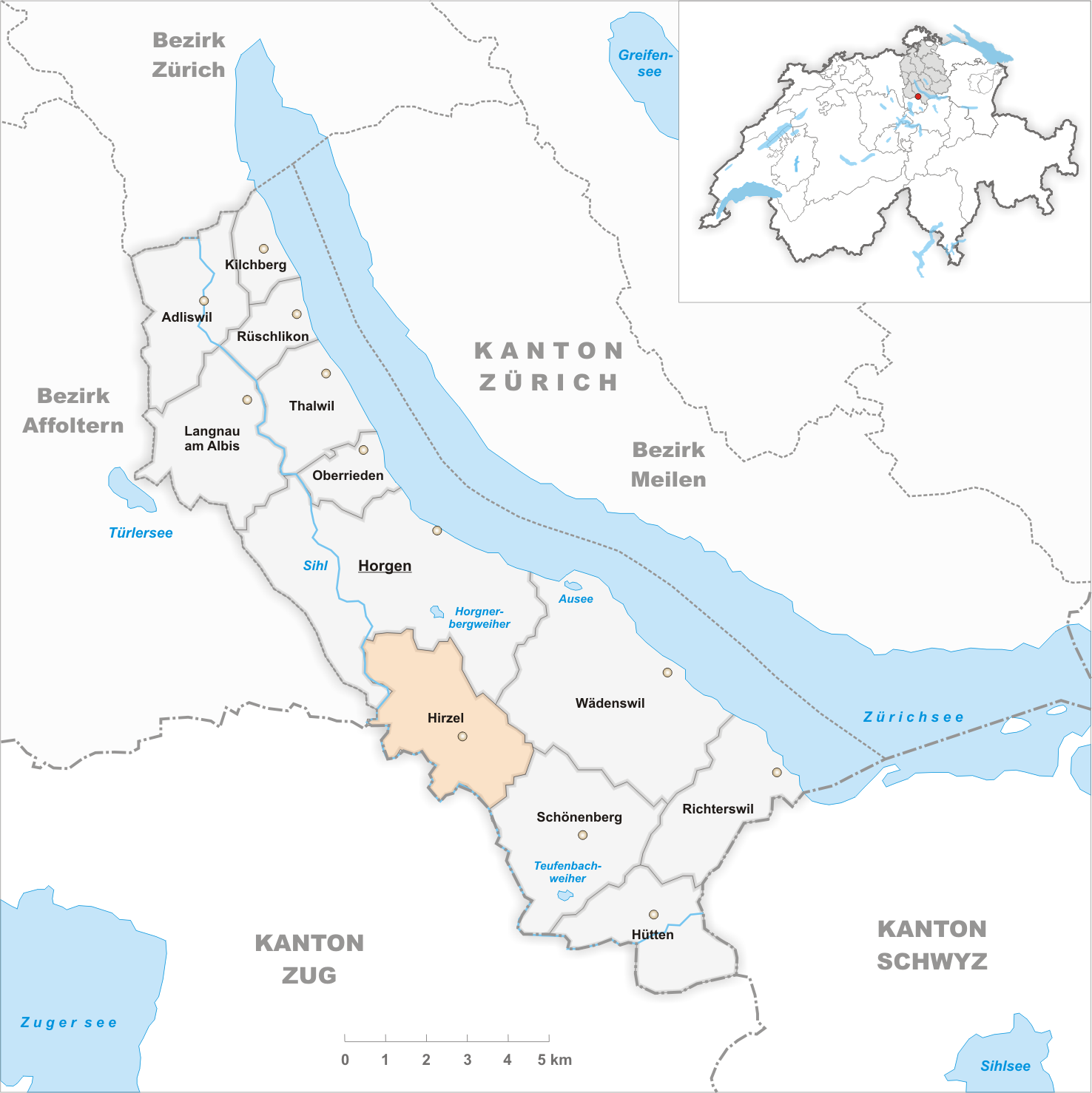
Gemeindestand vor der Fusion am 1. Januar 2018

Hirzel, in der älteren zürichdeutschen Ortsmundart im Hirschel [ɪm hirʃəl], im Hirsel [ɪm hirsəl], ist eine zu Horgen gehörende Ortschaft im Kanton Zürich, Schweiz.
Die zuvor selbständige politische Gemeinde Hirzel wurde am 1. Januar 2018 in die benachbarte Gemeinde Horgen eingemeindet.

## Geographie
Hirzel liegt auf dem Zimmerberg. Die Passhöhe des Hirzelpasses liegt auf dem Gemeindegebiet, die Passstrasse bildet die kürzeste Strassenverbindung zwischen Wädenswil am Zürichsee und Sihlbrugg im Sihltal. Sie löste den 600-jährigen Saumpfad über die Hirzel Höhi ab.
Die Moränenlandschaft ist in zwei Bundesinventaren Landschaften und Naturdenkmäler von nationaler Bedeutung (Objektnummer 1307) und Moorlandschaften von besonderer Schönheit und nationaler Bedeutung aufgenommen. Die Drumlins von Hirzel sind wenig bewaldet. Das Naturschutzgebiet Streuweid ist im Inventar Flachmoore von nationaler Bedeutung im Kanton Zürich (Objektnummer 51), das nördliche Teilgebiet zusätzlich im Inventar Trockenwiesen und -weiden von nationaler Bedeutung im Kanton Zürich (Objektnummer 3872) verzeichnet.

## Geschichte

Luftbild (1947)

Ab der Lösung von Horgen am 13. Mai 1773 bis zum 31. Dezember 2017 war Hirzel eine politisch eigenständige Gemeinde. Am 1. Januar 2018 wurde Hirzel wieder mit der Gemeinde Horgen fusioniert.

## Wappen und Ortsname
Blasonierung:
In Silber ein springender schwarzer Hirsch
Der 1296 erstmals bezeugte Ortsname (cum bonis in Hirsol) ist eine Zusammensetzung von althochdeutsch hir(u)z «Hirsch» und sol «Suhle, Lache, Sumpfloch, sumpfige Stelle» und bedeutet damit «Sumpfloch, wo sich das Wild zu wälzen pflegt». Es handelte sich dabei ursprünglich um einen Flurnamen, der erst sekundär zu einem Ortsnamen geworden ist.

## Bevölkerung
| Jahr      | 1678    | 1776     | 1850 | 1920 | 1941 | 1970 | 1990 | 2009 | 2017 |
| Einwohner | ca. 800 | ca. 1300 | 1516 | 1080 | 977  | 1189 | 1761 | 2100 | 2179 |

Die Bevölkerung während der letzten Jahrhunderte kann als ländlich-bäuerlich bezeichnet werden. Seit 1950 entstanden vermehrt Neubauten. Aufgrund der Nähe zu Zürich sowie der bevorzugten Lage von Hirzel in einem Naherholungsgebiet siedelten sich Neuzuzüger aus den am See liegenden Nachbargemeinden an. Dies führte in den ersten Jahren oft zu unterschiedlichen politischen Interessen. Heute sind die Neuzuzüger in die Behörden und auch das Gemeindeleben gut integriert. Für die ältere Bevölkerung besteht im Dorfzentrum in unmittelbarer Nähe zur reformierten Kirche das Seniorenzentrum Spyrigarten, bestehend aus einer Pflegeheim-Wohngruppe und Alterswohnungen der Genossenschaft Spyrigarten.

## Wirtschaft
Es gibt noch etwa vierzig Landwirtschaftsbetriebe in Hirzel.
Die Versorgung mit Alltagsbedarf stellen eine Bäckerei sowie der Dorfladen «Volg» sicher; die Metzgerei, die Molkerei und die «Landi» wurden in den letzten Jahren geschlossen. Im Dorf sind ausserdem einige Restaurants, zwei Autogaragen und ein Club ansässig.
Die Mehrheit der erwerbstätigen Bevölkerung pendelt täglich in den Grossraum Zürich.

## Sehenswürdigkeiten

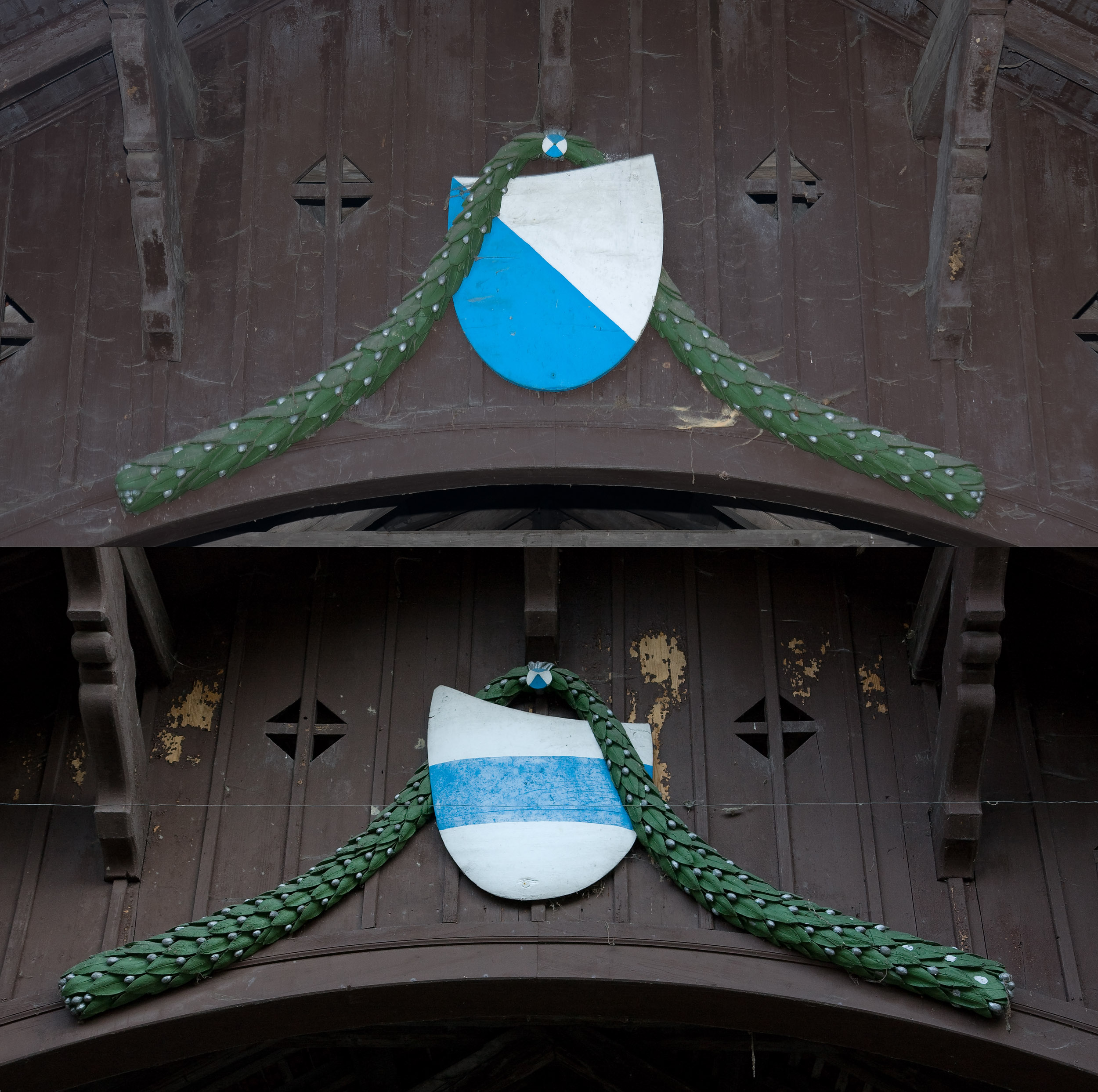
Die Brückenköpfe der Babenwaag an der südlichen Gemeindegrenze

- Im ehemaligen Dorfschulhaus ist Johanna-Spyri-Museum untergebracht.
- Das Geburtshaus von Johanna Spyri (Meta-Heusser-Heim) und das Spyrimuseum sind auf Grund der Popularität der Romanfigur «Heidi» international bekannt.
- Die Moorlandschaften des Hirzels im Zusammenspiel mit den Hügeln und den Wäldern zeichnen sich als typisch für den Hirzel aus.
- Die Hügellandschaft mit ihren vielen grossen alten Linden auf jedem Drumlin ist ein beliebtes Motiv für Landschaftsmalereien und Landschaftsfotografien. Vom Zimmerbergkamm oberhalb Höchi geniesst man eine imposante Sicht auf den Sihlwald und die umliegenden Hügel und Berge.
- Der alte Saumweg vom Zugersee nach Horgen an den Zürichsee führt über die Hirzel Höhi und ist beschildert. Auch Goethe schrieb über den steilen Weg von der Sihlbrugg über den Rübgarten, auf dem er nach einer Rast in der «Krone» Sihlbrugg weiterzog.
- Der Sihlsprung, ein Abschnitt der Sihl, der noch den ursprünglichen, wilden Charakter des Flusses aufweist.
- Die «Babenwaag», eine alte überdachte Holzbrücke, die über die Sihl ins Zugerland führt.
- Die «Fahrenweid» nahe dem Spyriwald, mit dem Kleintierzoo, ist ein Naherholungsgebiet
- Die reformierte Kirche von 1620 mit Epitaphen aus mehreren Jahrhunderten
- Die katholische Kirche St. Antonius von 1991.
- Ehemaliges Bauernhaus Dürrenmoos, Bohlenständerbau, Anfang 16. Jahrhundert

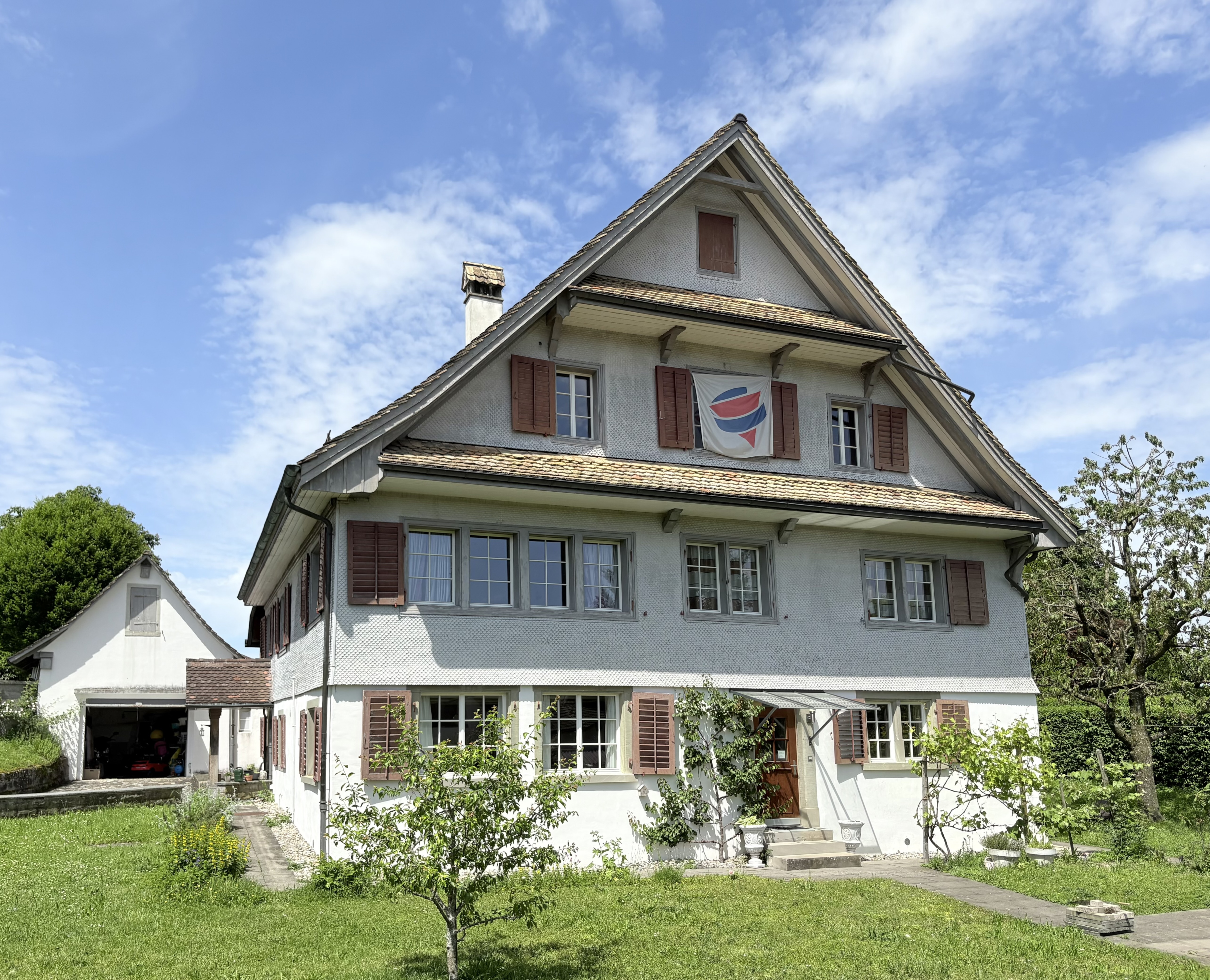
Meta-Heusser-Heim: Geburtshaus von Johanna Spyris Mutter Meta Heusser-Schweizer
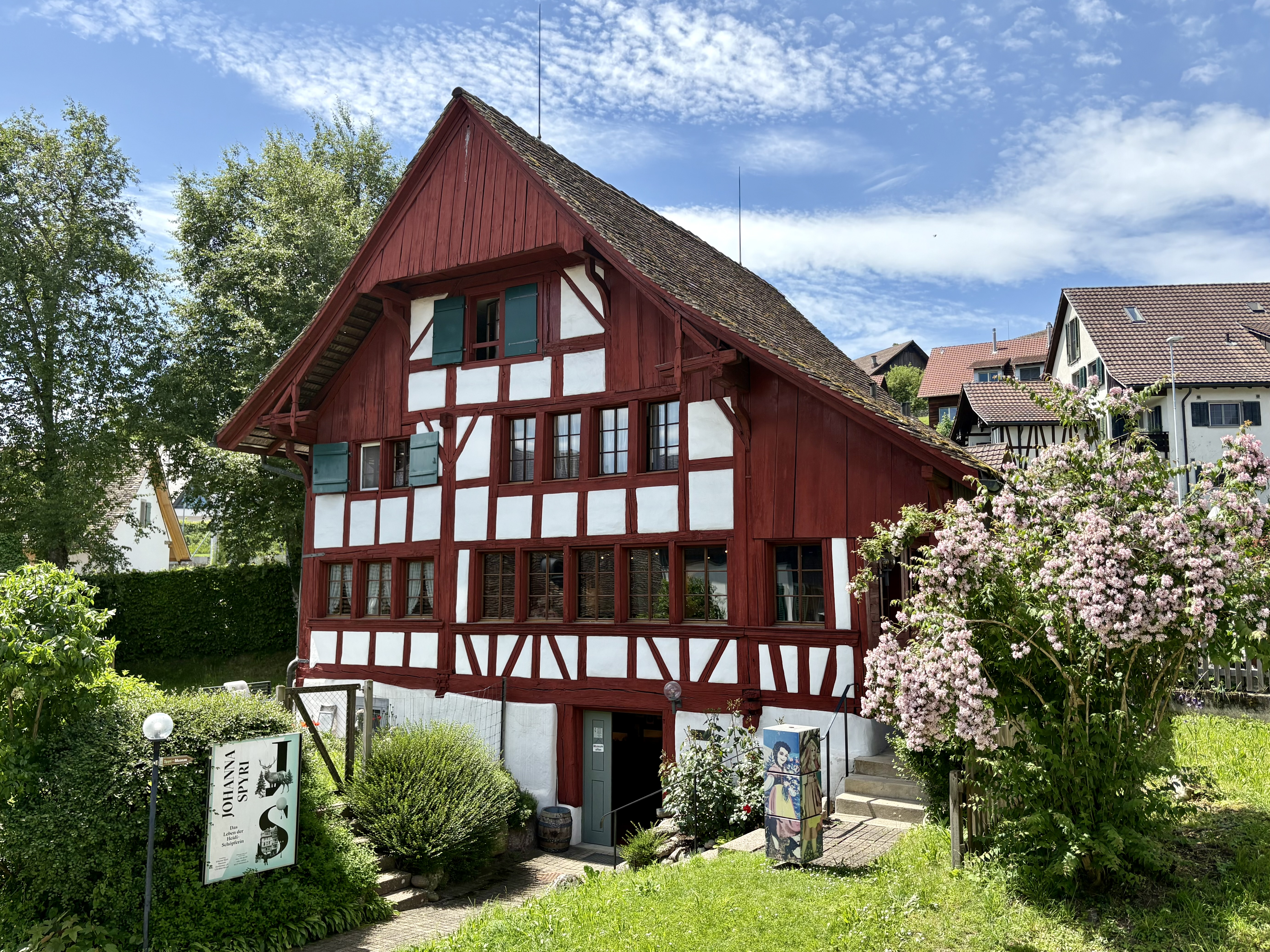
Johanna-Spyri-Museum
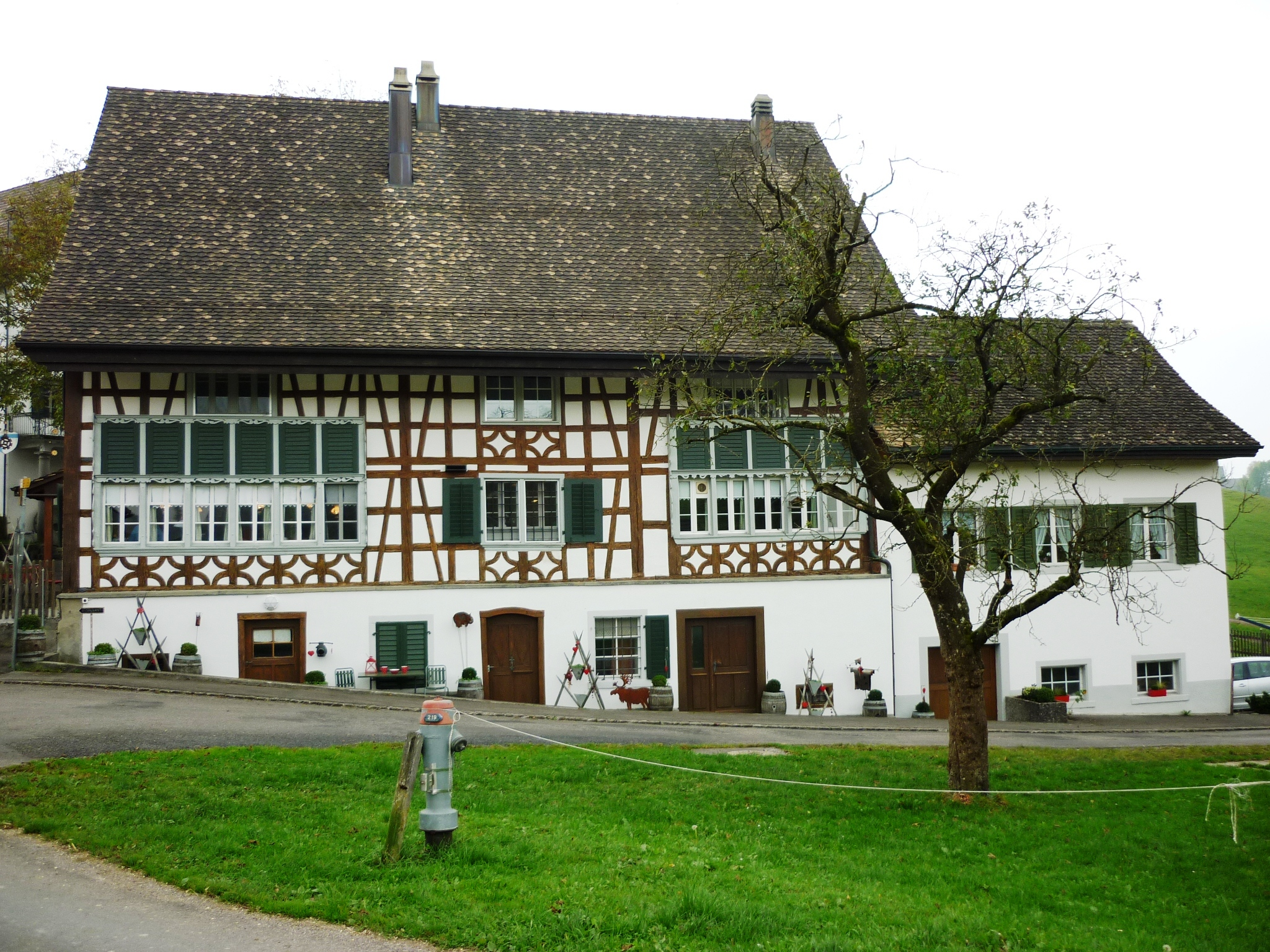
«Spreuermühle», 1408 erwähnt: im dazugehörenden Tanz- und Speisesaal soll Johanna Spyri jeweils an der Chilbi getanzt haben.
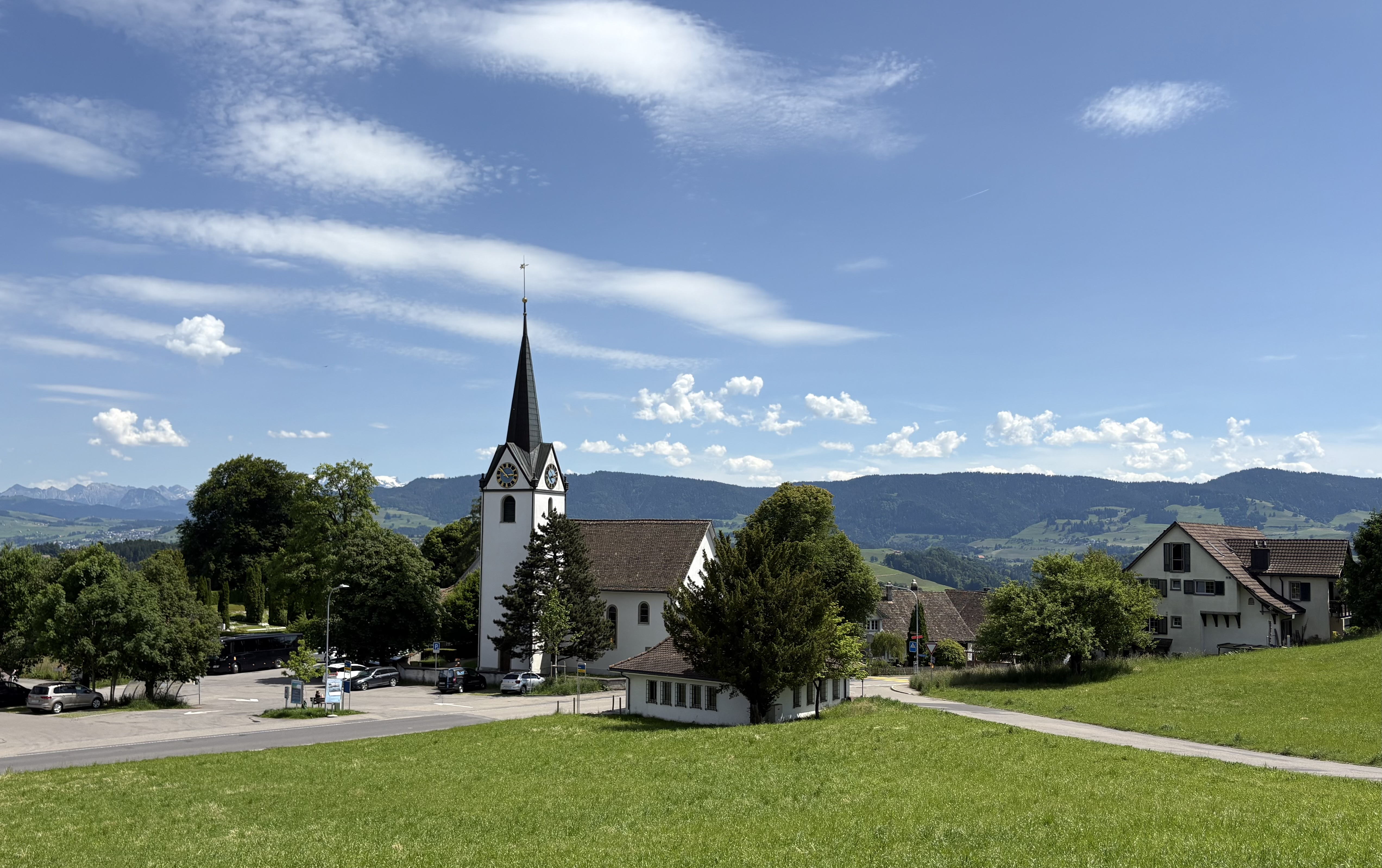
Reformierte Kirche Hirzel
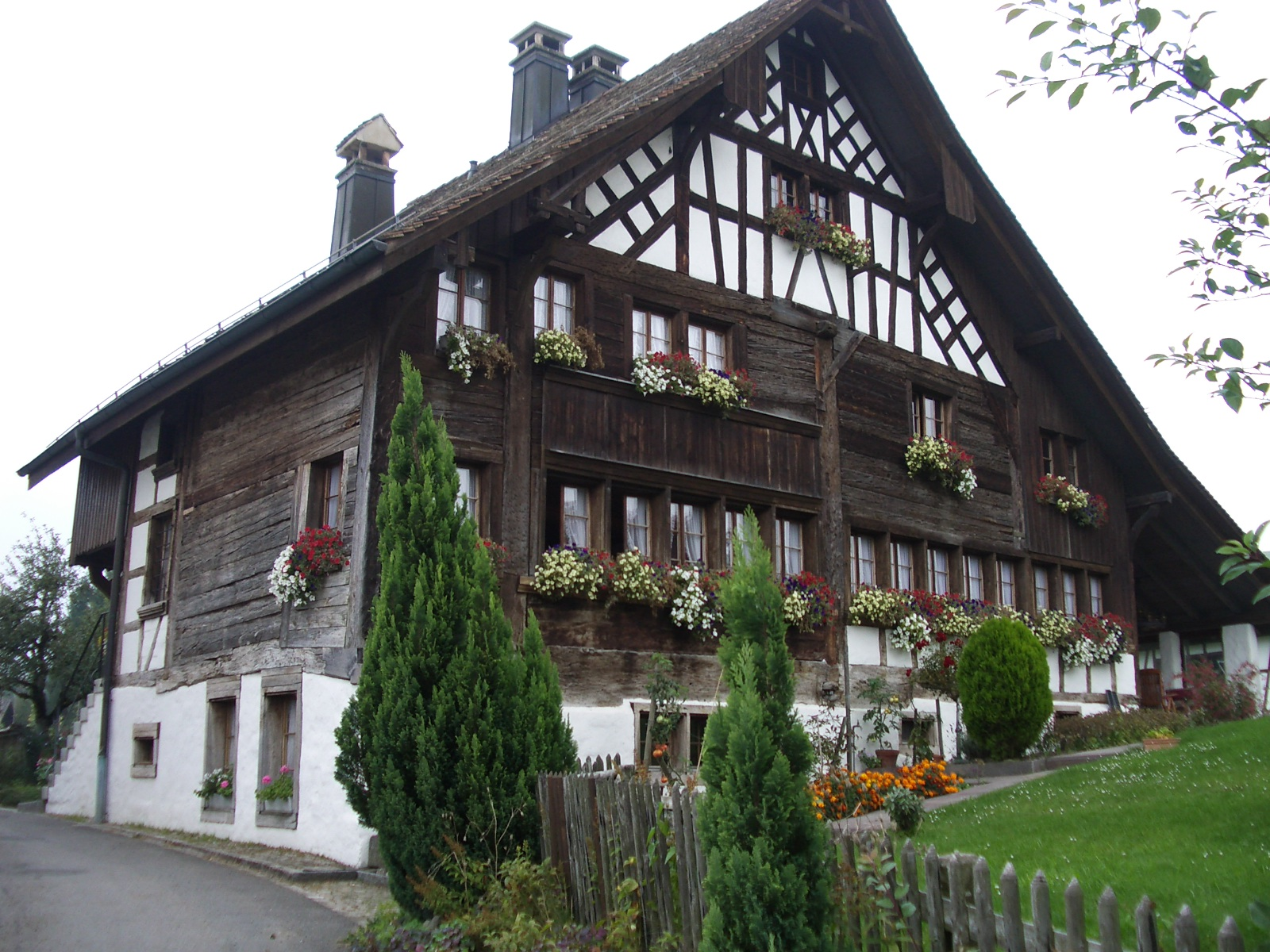
Ehemaliges Bauernhaus Dürrenmoos
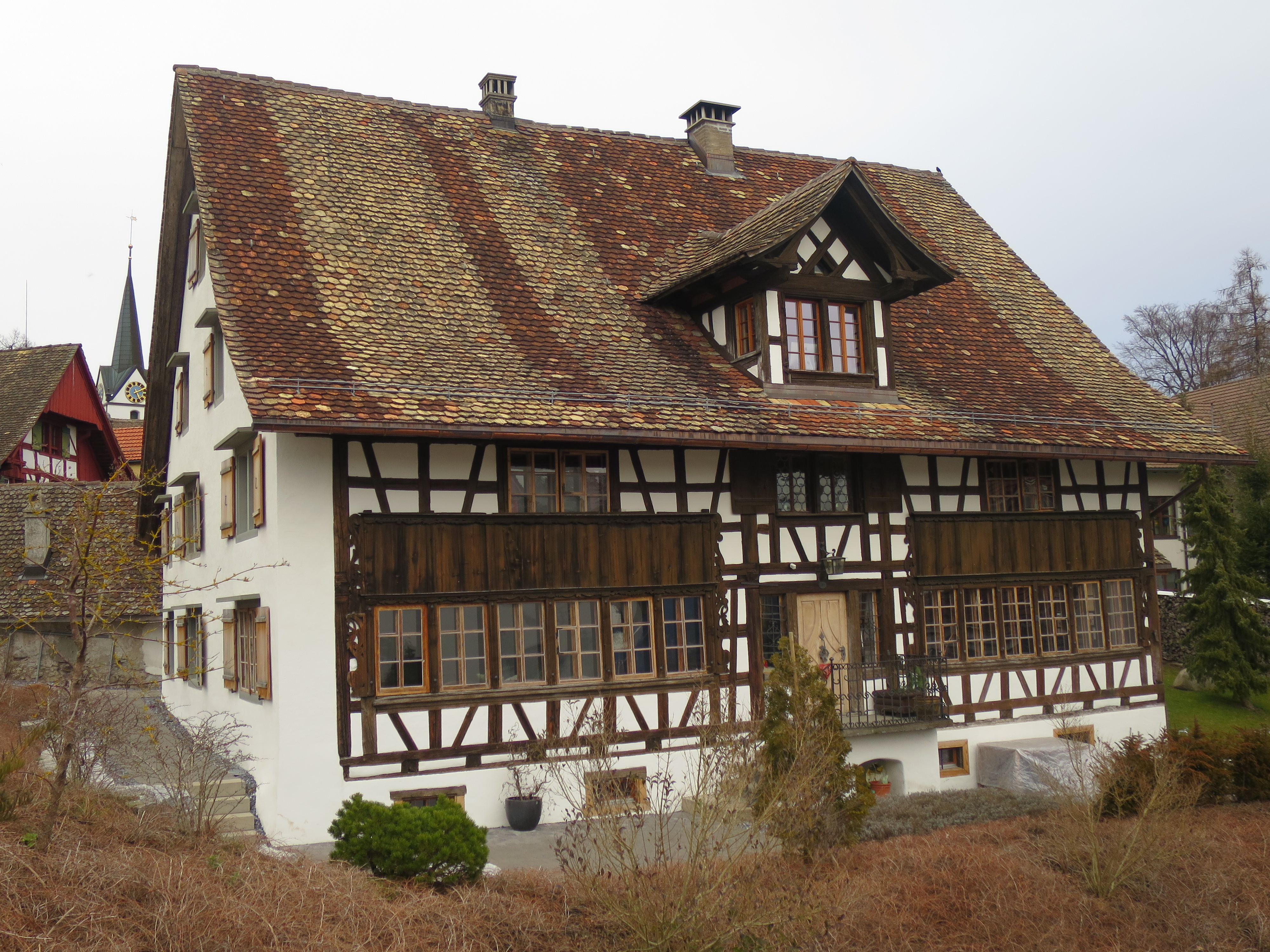
Fachwerk-Bauernhaus im Ortskern
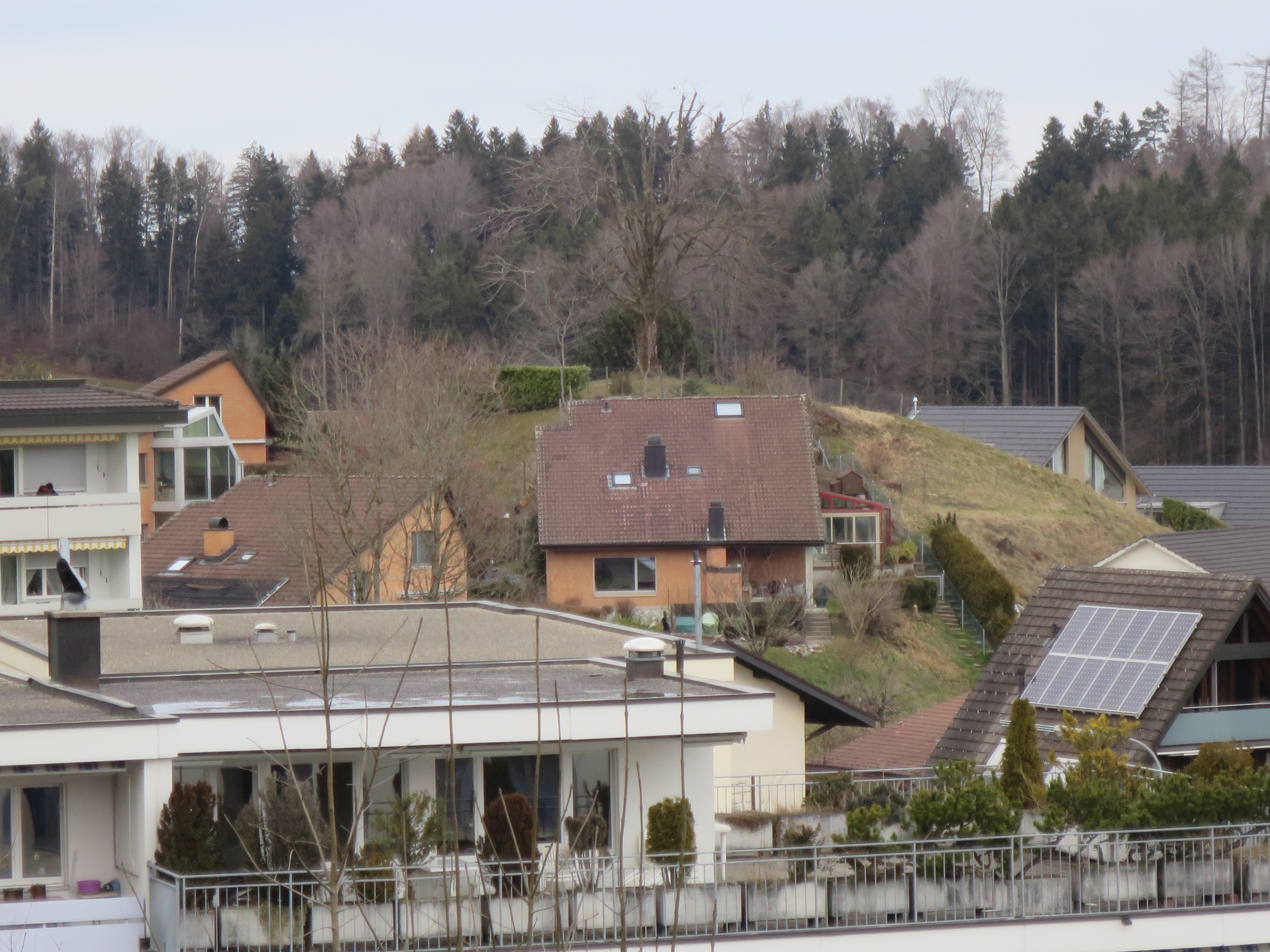
Teils überbauter Drumlin mit charakteristischem Baum

## Persönlichkeiten

Johanna Spyri

- Salomon Tobler (1794–1878), von 1826 bis 1840 Pfarrer von Hirzel; er schrieb hier sein Versepos Die Enkel Winkelried’s
- Meta Heusser (1797–1876), Verfasserin spätpietistischer Lyrik
- Jakob Christian Heusser (1826–1909), Kristallograph, Mineraloge und Geologe; in Hirzel geboren, Bruder von Johanna Spyri
- Johanna Spyri (1827–1901), Schriftstellerin (u. a. des Romans Heidi)
- Ludwig Tobler (1827–1895), Germanist, Volkskundler und Sprachphilosoph; in Hirzel geboren, Sohn von Salomon Tobler
- Adolf Tobler (1835–1910), Romanist; in Hirzel geboren, Sohn von Salomon Tobler
- Marcella Pregi, alias Bertha Corrodi (1866–1958), Konzertsängerin (Europa) und Gesangslehrerin (Sihlbrugg[6], Zürich, Basel), Besitzerin Jägerhaus Sihlbrugg von 1906–1933, dort wohnhaft 1914–1933
- Hermann Huber (1888–1967), Kunstmaler, Radierer, Freskant, Lithograf und Zeichner, von 1933–1967 im Jägerhaus, Sihlbrugg
- Gottlob Wieser (1888–1973), evangelischer Geistlicher
- Hans H. Günthard (1916–2006), Chemiker, Marcel-Benoist-Preisträger; in Hirzel geboren, Bruder von Jack Günthard
- Jack Günthard (1920–2016), Kunstturner, Olympiasieger; in Hirzel geboren, Bruder von Hans H. Günthard
- Dennis C. Turner (* 1948), Biologe und Katzenforschender, in Hirzel wohnhaft bis 2014